# Дана Скалли
Да́на Кэ́трин Ска́лли (англ. Dana Katherine Scully) — персонаж телесериала «Секретные материалы», воплощённый на экране американской актрисой Джиллиан Андерсон. Имя «Dana» произносится как «Дэ́йна», однако в русском переводе принято произношение «Дана».

## Ранние годы и образование
Детские годы Даны проходили в Аннаполисе и Сан-Диего. Её любимой книгой был «Моби Дик».
Образование получила в университете Мэриленда, который закончила со степенью бакалавра по физике. Дипломная работа Скалли называлась «„Парадокс близнецов“ Эйнштейна: Новая интерпретация». После окончания медицинской школы и получения степени доктора медицины поступила в ФБР, причём работа в бюро ей нравилась, поскольку Скалли чувствовала, что она может отличиться на этом поприще. До того как стать напарницей Фокса Малдера она работала как судмедэксперт.

## Семья
Дана Скалли родилась 23 февраля 1964 года у Маргарет и Вильяма Скалли, дружного католического семейства ирландского происхождения. У неё был старший брат, названный в честь отца Уильямом, старшая сестра Мелисса, и младший брат Чарльз. Отец Даны служил офицером военно-морского флота.
Также, у Скалли было двое детей: Эмили Сим, её биологическая дочь о которой Дана не помнит практически ничего, потому что во время её зачатия, вынашивания и рождения — Скалли находилась на борту НЛО, в качестве инкубатора для сверх-человека коим и является Эмили.
Уильям Скалли — сын Даны и Фокса, зачатый путём ЭКО. Но впоследствии всё оказывается не так просто и загадку рождения их сына нам частично объясняют в 9-м и полноценно уделяют внимание этой теме в 11-м сезонах.
Неназванный ребенок — биологический ребёнок Малдера и Скалли (подтверждено Крисом Картером), зачатый естественным путём. О том, что она беременна, Скалли сообщает возлюбленному в последней серии одиннадцатого сезона. Ранее, бесплодная Дана обескуражена своей беременностью, учитывая тот факт, что на момент событий 11-го сезона ей 54 года.

## Работа в отделе «Секретные материалы»
В отдел «Секретных материалов» Дану Скалли перевели с целью подвергнуть работу Фокса Малдера строгому научному анализу. С самого начала она играет роль скептика — она считает подход Малдера к работе слишком свободным и ненаучным. Она не доверяет большинству его версий, считает его помешанным на паранормальных явлениях. Даже когда они обнаруживают секретный правительственный объект, где испытывали аппараты на основе технологий НЛО, она продолжает скептически относиться к работе Малдера. Со временем она проникается методами Малдера, говоря, что его теории не всегда могут быть безумны. Она выручает Малдера, обменяв его на эмбрион пришельца.
После закрытия отдела «Секретных Материалов» работала патологоанатомом, что не мешало ей сотрудничать с Малдером в его расследованиях. В серии «Восхождение» была похищена пришельцами, но немного позже возвращена на Землю. Пролежав несколько дней в коме, что вызвало большое волнение как со стороны семьи Даны, так и Малдера, неожиданно для всех она очнулась и через некоторое время опять приступила к работе. После предательства и исчезновения Крайчека продолжила работу в «Секретных материалах», а также свои исследования в области медицины. Возобновление «Секретных материалов» вызвало большое волнение со стороны военных, и они всячески пытались им мешать.

## Награды и номинации
Джиллиан Андерсон за исполнение роли Даны Скалли была номинирована и получила несколько наград — «Эмми» за лучшую женскую роль в драматическом телесериале в 1997 году и номинации в 1996, 1998, 1999 годах; Золотой глобус за лучшую женскую роль в драматическом сериале в 1996 году, а также номинации в 1995, 1997, 1998 годах; и две премии Гильдии киноактёров США за лучшую женскую роль в драматическом сериале в 1996 и 1997 годах, а также номинации в 1998, 1999, 2000 и 2001 годах.